# 2628 Kopal
2628 Kopal è un asteroide della fascia principale. Scoperto nel 1979, presenta un'orbita caratterizzata da un semiasse maggiore pari a 2,9051626 UA e da un'eccentricità di 0,1533025, inclinata di 1,33325° rispetto all'eclittica.